# Harald Zaun

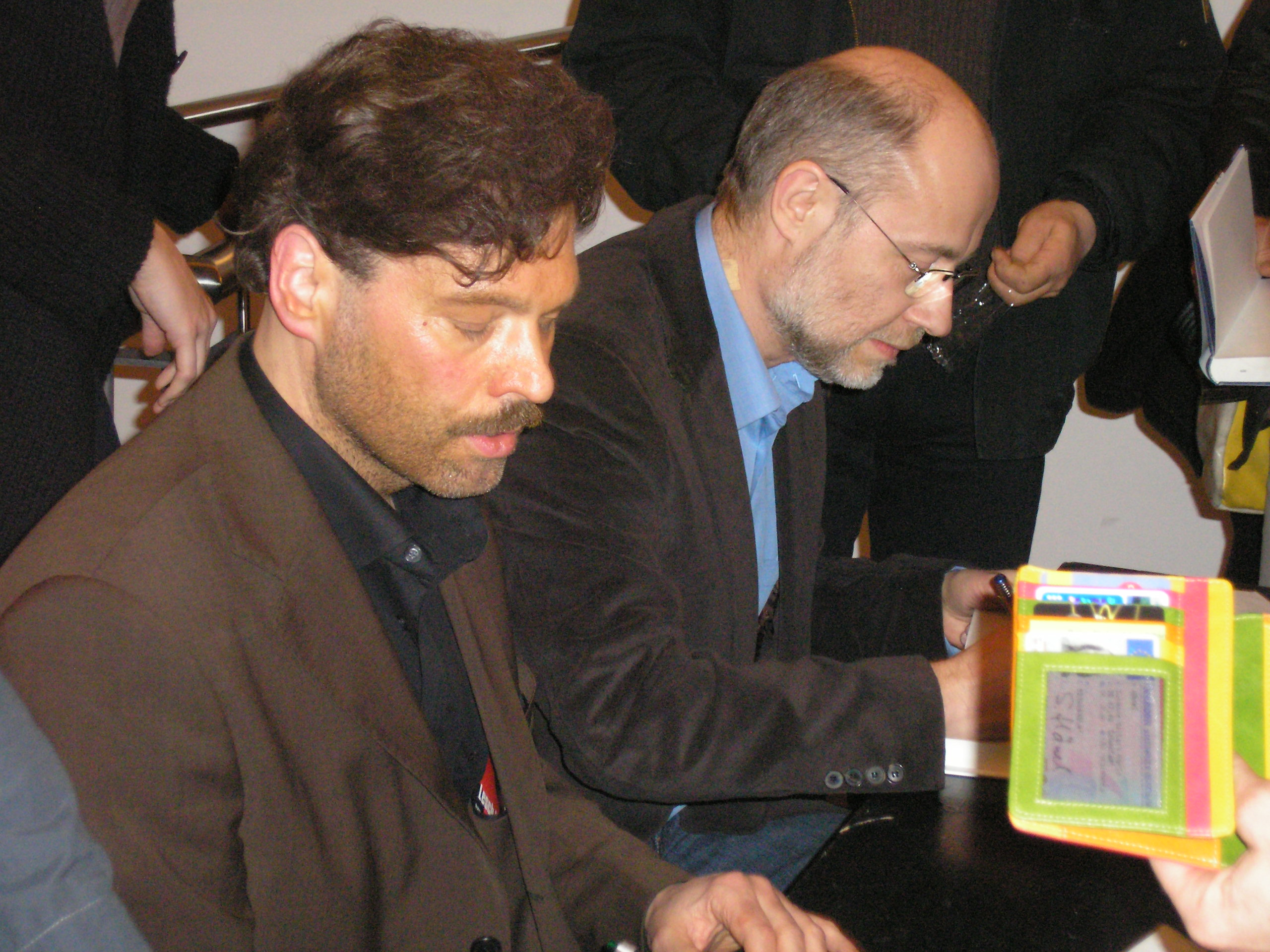
Harald Zaun (links) mit Harald Lesch

Harald Zaun (* 21. März 1962 in Köln) ist ein deutscher Wissenschaftsautor, Wissenschaftshistoriker, Philosoph, Herausgeber sowie Förderer von Wissenschaft und Kultur.

## Leben
Harald Zaun absolvierte das Abitur 1982 in Köln und begann ab 1984 ein Studium generale in Astronomie, Geologie, Medizin, Germanistik und Soziologie an der Universität zu Köln, welches er 1986 beendete. Anschließend studierte er an derselben Hochschule von 1986 bis 1993 Geschichte im Hauptfach und Philosophie im Nebenfach. Nach Erlangen des akademischen Grades eines Magister artium an der Universität Köln promovierte Zaun bei Herbert Hömig zum Doctor philosophiae im Fachbereich Neuere Geschichte über „Paul von Hindenburg und die deutsche Außenpolitik 1925 bis 1934“ (ausgezeichnet mit magna cum laude).
Während seines Studiums absolvierte Zaun Journalistik- und Forschungspraktika, u. a. ein archäologisches Ausgrabungspraktikum am Römisch-Germanischen Museum in Köln. 1999 arbeitete er zudem als wissenschaftlicher Mitarbeiter des Kölnischen Stadtmuseums.
Seit 1997 hat Zaun mehr als tausend Artikel auf Print- und Onlineebene verfasst. Beiträge seiner Arbeiten sind überregional und regional in Zeitungen und Magazinen erschienen, u. a. in der vom Bundestag herausgegebenen Zeitung Das Parlament, der Welt, der Süddeutschen Zeitung, der Frankfurter Rundschau, dem Kölner Stadt-Anzeiger, der Rhein-Zeitung, dem Star Observer, der c’t, der Technology Review, der Wirtschaftswoche, der Basler Zeitung. Online steuerte er Beiträge u. a. zu Telepolis, Spektrum der Wissenschaft und Spiegel Online bei.
Zaun ist Mitglied der WPK – die Wissenschaftsjournalisten, der Initiative Wissenschaftsjournalismus (IW), der Astrobiologischen Gesellschaft (DAbG) und der Carl Friedrich von Weizsäcker-Gesellschaft (CFvW).
Zaun hat sich im Jahr 2023 seiner zweiten Leidenschaft – dem Schach und der Science-Fiction – öffentlich bekannt und somit erstmals den Deutschen Schachkommunikatorpreis ins Leben gerufen und gestiftet. Ebenso wurde der „Communicator Award“ der sich auf die Kultserie Star Trek bezieht, von Zaun initiiert und gestiftet. Die Preisverleihung des ersten „Communicator Awards“ verlief erfolgreich am 10. Mai 2024 im Rahmen der FedCon 32 in Bonn.
Zaun führte sein Dasein als Unterstützer der Kultur und der Wissenschaft im April 2024 einen Schritt weiter, indem er den „Stargazer Award“ ins Leben rief. Mit diesem Preis sollen einmal jährlich eine Astronomin und ein Astronom „im Bereich Astronomie/Kosmologie/Astrophysik/Bioastronomie mit einer herausragenden Master- oder Doktorarbeit“ prämiert werden. Prominente deutsche Physiker wie Harald Lesch und Suzanna Randall gehören der Jury dieses Preises an.

## Schwerpunkte
Schwerpunkte seiner Arbeiten liegen in den Fachbereichen der Kosmologie, der Astrophysik und der Astronomie sowie Exo- bzw. Astrobiologie, der Raumfahrt, der Paläontologie, der Anthropologie, der Physik, der Robotik, der Archäologie und der Philosophie. Des Weiteren beschäftigt sich Zaun mit dem Forschungsfeld Search for Extraterrestrial Intelligence (SETI).
Zaun ist Herausgeber und Co-Autor von vier Telepolis-Wissenschaftsmagazinen, die im hannoverschen Heise-Verlag erschienen sind. Er führte zudem Interviews mit Raumfahrern, Wissenschaftlern und Nobelpreisträgern, die größtenteils auf dem Onlineportal Astronomie.de veröffentlicht wurden. Zusammen mit Harald Lesch verfasst er seit 2004 regelmäßig mehrere Fachbeiträge und Artikel. Ihr erstes gemeinsames Buch „Die kürzeste Geschichte allen Lebens. Eine Reportage über 13,7 Milliarden Jahre Werden und Vergehen“ (2008 im Münchner Piper-Verlag erschienen) avancierte zum Bestseller, wurde in mehrere Sprachen übersetzt und als Hörbuch produziert. Sein mit Hans-Joachim Blome geschriebenes und vom Beck-Verlag publiziertes Erstlingswerk „Der Urknall“ (4. Auflage) erschien 2022 in türkischer Sprache (Verlag: Repar Tasarim Matbaa ve Reklamcilik Tic Ltd Sti).
Zauns Werk „SETI – Die wissenschaftliche Suche nach außerirdischen Zivilisationen. Chancen, Risiken, Perspektiven“ fand im Juli 2010 beim Heise-Verlag publizistischen Niederschlag und wurde 2013 auch als E-Book veröffentlicht. Der EKZ Informationsdienst bewertet besagte Publikation als „pointierte, vielschichtige, auch unterhaltsame, keineswegs oberflächige oder grob spekulative Darstellung“ und charakterisiert Zauns Buch als neues Standardwerk zum Thema SETI. „Der Autor (...) schildert außergewöhnlich detail- und kenntnisreich den Hintergrund der Fahndung nach einer interstellaren Flaschenpost.“ schreibt des Weiteren das Wissenschaftsmagazin der Max-Planck-Gesellschaft über das Buch.

## Schriften (Auswahl)
- Paul von Hindenburg und die deutsche Außenpolitik 1925 bis 1934 (Diss.), Böhlau-Verlag, Köln/Weimar/Wien 1999
- Der Urknall – Anfang und Ende des Universums, C.H. Beck-Verlag, München 2004 (mit Hans-Joachim Blome)
- Wie Forscher und Raumfahrer ALIENS aufspüren wollen, Telepolis Special 01/2005, Heise-Verlag, München/Hannover 2005
- Kosmologie für Besserwisser, Gondrom-Verlag, Bindlach 2005 (mit Ingeborg Cernaj und Rosemarie Benke-Bursian)
- Kosmologie – Jenseits von Zeit und Raum, Telepolis Special 02/2007, Heise-Verlag, München/Hannover 2007
- Die kürzeste Geschichte allen Lebens. Eine Reportage von 13,7 Milliarden Jahre Werdens und Vergehens, Piper-Verlag, München 2008 (mit Harald Lesch)
- Zukunft – Die Welt in 1000 Jahren, Telepolis Special 01/2009, Heise-Verlag, München/Hannover 2009
- Kosmologie – Intelligenz im All, Telepolis Special 01/2010, Heise-Verlag, München/Hannover 2010
- SETI – Die wissenschaftliche Suche nach außerirdischen Zivilisationen. Chancen, Perspektiven, Risiken, Heise-Verlag, Hannover 2010
- First Contact – Spurensuche nach kosmischer Intelligenz und die Gefahren, Telepolis E-Book, Heise-Verlag, Hannover 2013
- Expedition ins Sternenmeer. Perspektiven, Chancen und Risiken einer interstellaren Raumfahrt [Hrsg./Autor], Springer-Spektrum, Heidelberg 2021
- mit Harald Lesch: Die unheimliche Stille: Warum schweigen außerirdische Intelligenzen und Superzivilisationen?. Herder Verlag, 2023, ISBN 978-3-451-39278-8

## Belege
1. ↑  Universität Hohenheim: PM Detailansicht: Universität Hohenheim. In: www.uni-hohenheim.de. Abgerufen am 8. Dezember 2016.
2. ↑  Gerhard Raible, Dr. Harald Zaun: INTERVIEW MIT HARALD ZAUN. Nur allzu Außerirdisches. In: startrek.de. Paramount Pictures, November 2023, abgerufen am 12. Dezember 2023: „Er ist ein großer Anhänger von Star Trek und der damit verbundenen Botschaft des Friedens und hat auch im Rahmen von kleineren Aufsätzen und Beiträgen über Star Trek geschrieben.“
3. ↑  Harald Zaun: ÜBER DEN STIFTER DR. HARALD ZAUN. STRATEGISCHE STERNE. In: Offizielle Webseite des Deutschen Schachkommunikatorpreises. Deutscher Schachkommunikatorpreis, September 2023, abgerufen am 12. Dezember 2023.
4. ↑  Communicator Award,
5. ↑  Gerhard Raible, Harald Zaun: Interview mit Harald Zaun. Nur allzu Allzuaßerirdisches. In: startrek.de. Paramount Pictures, November 2023, abgerufen am 12. Dezember 2023.
6. ↑  Dr. Harald Zaun: Vergabe Communicator Award (CAST). In: Offizielle Webseite des Communicator Award (CAST). Abgerufen am 8. Juni 2024 (deutsch): „"Die CAST Gewinner 2024 wurden im Rahmen der FedCon feierlich am 10. Mai gekürt."“
7. ↑  Dr. Harald Zaun: Ankündigung zum Stargazer Award. In: Facebook. Dr. Harald Zaun, 24. April 2024, abgerufen am 8. Juni 2024 (deutsch): „"Stargazer Award - Ein Preis für den wissenschaftlichen Nachwuchs im Fachbereich Astronomie/Astrophysik."“
8. ↑  Dr. Harald Zaun: Ankündigung zu m Stargazer Award. In: Facebook. 24. April 2024, abgerufen am 8. Juni 2024 (deutsch): „Prämiert werden soll eine Astronomin und ein Astronom: eine Nachwuchswissenschaftlerin oder ein Nachwuchswissenschaftler, die/der im Bereich Astronomie/Kosmologie/Astrophysik/Bioastronomie mit einer herausragenden Master- oder Doktorarbeit, einer herausragenden Beobachtung und Entdeckung oder mit einer herausragenden These/Extrapolation für Furore gesorgt hat.“
9. ↑  Dr. Harald Zaun: Die Jurymitglieder. In: Offizielle Webseite des Stargazer Awards. Mai 2024, abgerufen am 8. Juni 2024 (deutsch).
10. ↑  Kurzbiografie und Rezensionen zu Werken von Harald Zaun bei Perlentaucher
11. ↑  Nota Bene, auf haraldzaun.de, abgerufen am 16. August 2021
12. ↑  MaxPlanckForschung Heft 3/2010, auf mpg.de

| Personendaten    | Personendaten                     |
| ---------------- | --------------------------------- |
| NAME             | Zaun, Harald                      |
| KURZBESCHREIBUNG | deutscher Wissenschaftsjournalist |
| GEBURTSDATUM     | 21. März 1962                     |
| GEBURTSORT       | Köln                              |